# Corrales (Aljaraque)
Corrales est un village qui appartient à la municipalité d'Aljaraque, dans la province de Huelva, communauté autonome d'Andalousie. En 2020, il comptait 4657 habitants.

## Géographie
Corrales se trouve au bord de la rivière Odiel jusqu’en face de Huelva au sud-ouest de l’Espagne, à 130 km de Séville. On trouve des plages à seulement 10 minutes.

## Histoire
Sa construction remonte à la fin du 19e siècle ; on le construit parce que les ouvriers des mines de Tharsis devaient être logés. Il y avait le quai de Tharsis, qui donnait l'accès à l'estuaire de Huelva et aussi une gare minière.
Au 19e siècle, Corrales avait une grande population, parce qu'il y avait une usine de concassage, un quai, un débarcadère et un criblage de pyrite, pour le minerai de Tharsis. 

## Administration
Antérieurement Corrales avait une propre mairie mais actuellement, la localité est située sur le territoire de la ville d'Aljaraque.

## Fêtes locales
Il y a une fête locale le 29 juin, et au début de mai un pèlerinage à la Vierge reine du monde.

## Enseignement

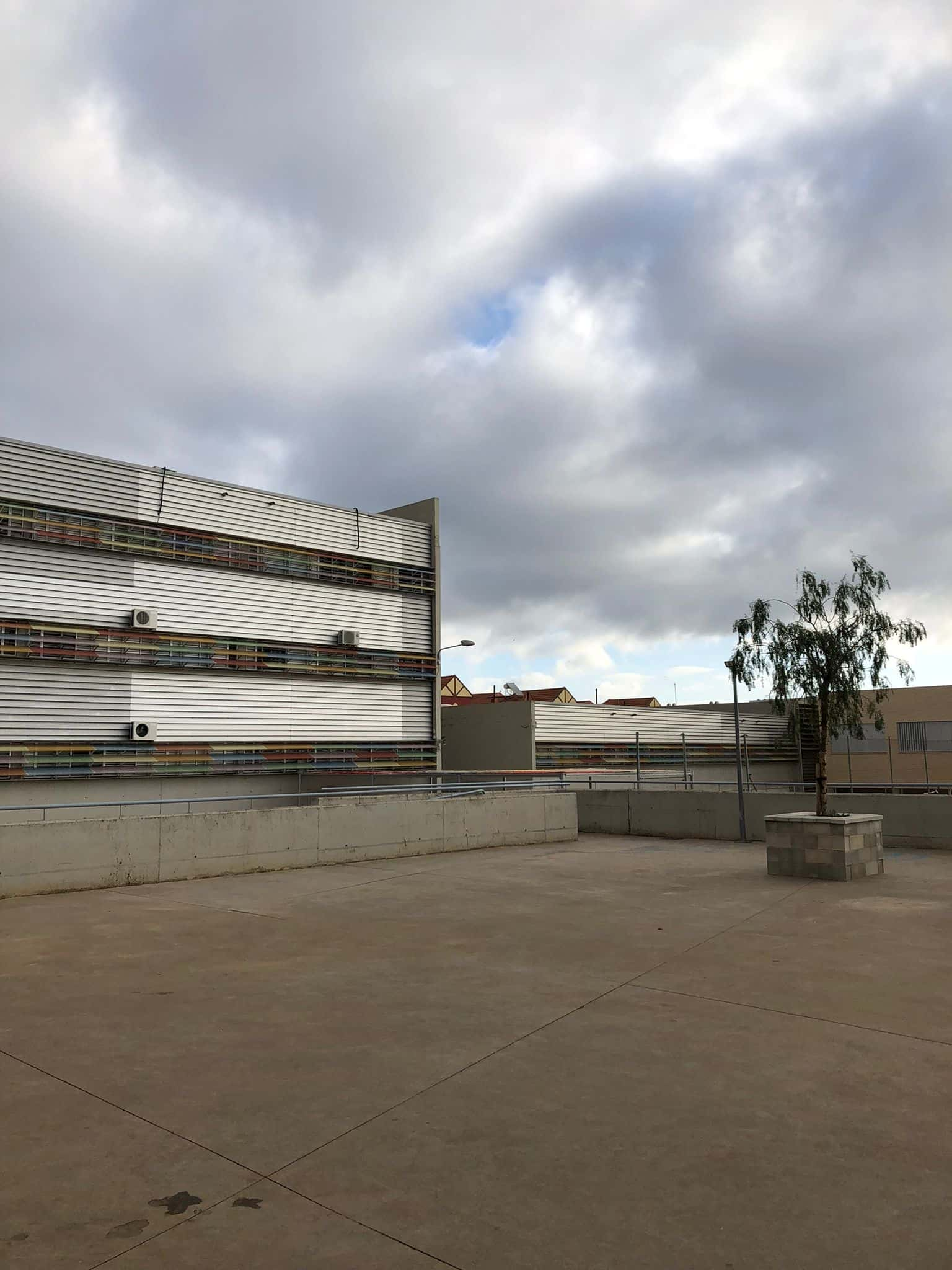
Le lycée IES J.A. Pérez Mercader

En 2022, Corrales a une école maternelle (Tierno Galván) et un lycée (Juan Antonio Pérez Mercader).

## Équipements
Corrales possède un théâtre et un centre sportif.

## Lieux et monuments

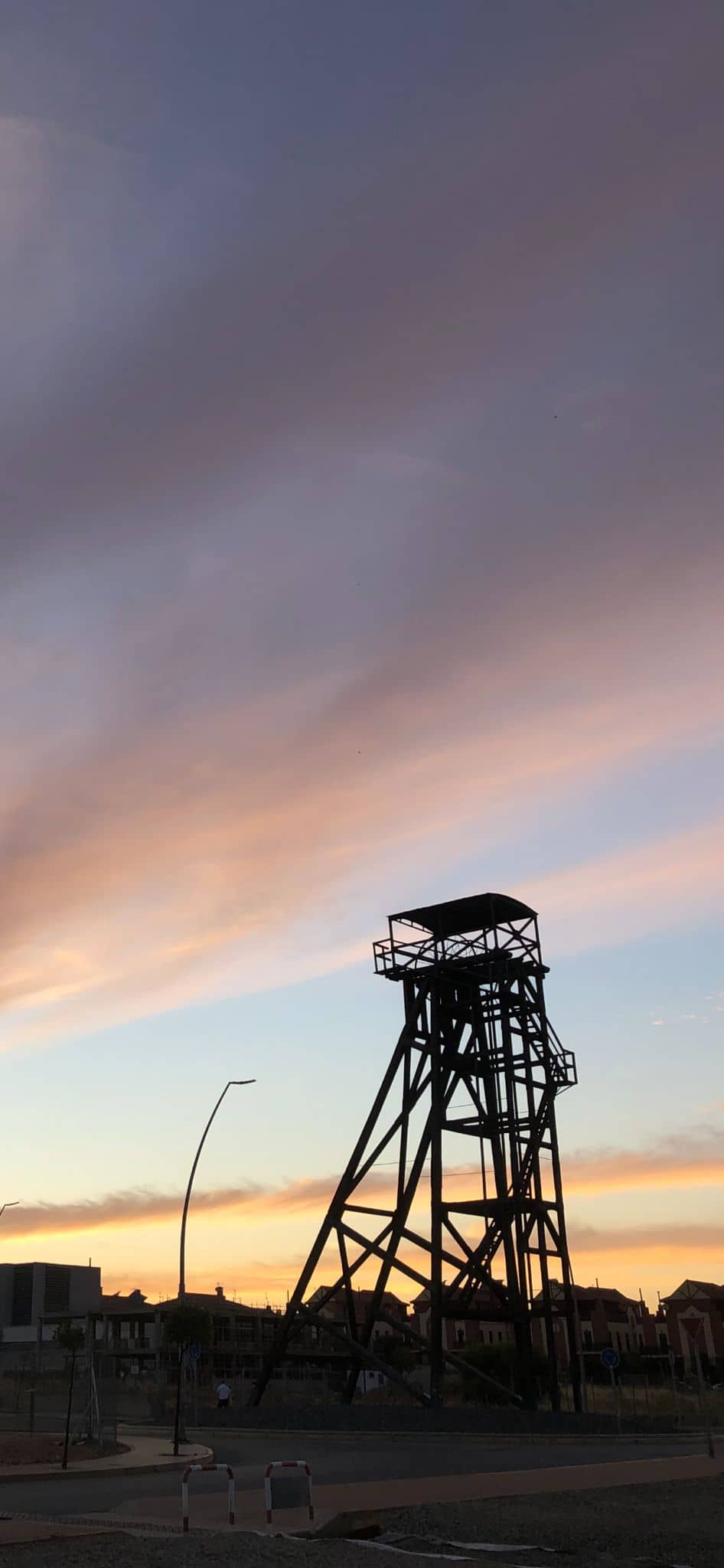
L'Habacate

- L'Habacate (vestige des équipements la mine).